# Cziłała z Beverly Hills
Cziłała z Beverly Hills (ang. Beverly Hills Chihuahua) – amerykańska komedia z 2008 roku w reżyserii Rajy Gosnella, powstała w wytwórni Walt Disney Pictures. Zdjęcia kręcono m.in. w Los Angeles, mieście Meksyk i Guadalajarze.
Film opowiada o gromadzie psów rasy chihuahua. Kiedy chihuahua Chloe zostaje porwana i zawieziona do Meksyku, jej tymczasowa pani Rachel Ashe Lynn (Piper Perabo), ogrodnik Sam (Manolo Cardona) i jego pies Papi ruszają jej na ratunek.

## Fabuła
Chloe to rozpieszczona chihuahua, która nie wyobraża sobie życia bez kąpieli w gorącej wodzie i codziennych masaży. Jej pani, Wanda (Jamie Lee Curtis) wyjeżdża na urlop i pozostawia małą „królewnę” pod opiekę Rachel Ashe Lynn (Piper Perabo) i ogrodnika Sama (Manolo Cardona). Chloe nie jest z tego zadowolona, mimo że codziennie odwiedzają ją psi przyjaciele. Pewnego dnia Rachel z kilkoma przyjaciółkami jedzie do Meksyku i zabiera ze sobą małą Chloe. Ta zostaje tam porwana i zmuszona do walki z dobermanem Diablo. Pomaga jej owczarek niemiecki Delgado i razem uciekają. Tymczasem Rachel odnajduje ślad po Chloe – jej but, zgubiony podczas ucieczki. Przygarnia też z Samem dwa psy – Rafę i Chucho. Oni wiedzą co nieco o Chloe. Po długich poszukiwaniach przybłędy odnajdują dom, a Rachel i Sam – Chloe. Z pomocą policji łapią dwóch porywaczy, którym zależy na obroży, jak pewnemu wścibskiemu szczurowi. Jednak został jeszcze Diablo – Chloe przypomina sobie, jak podczas podróży spotkała gromadę chihuahua, które były bardzo dzielne i nauczyły Chloe, że nie liczy się wygląd – tylko to, co jest w środku. Donośnym szczekaniem przepłasza Diablo, który ucieka nie wiadomo gdzie. Delgado i Papi są z niej dumni. I wszystko dobrze się kończy – Delgado zostaje psim policjantem i znajduje właściciela – oficera Ramireza (Jesús Ochoa), a Chloe i Papi wracają do Beverly Hills.

## Obsada
Ludzie:
- Jamie Lee Curtis – ciocia Wanda
- Piper Perabo – Rachel Ashe Lynn
- Manolo Cardona – Sam
- Maury Sterling – Raferty
- Jesús Ochoa – oficer Ramirez

Głosy:
- Drew Barrymore – Chloe
- George Lopez – Papi
- Eddie „Piolín” Sotelo – Rafa
- Andy García – Delgado
- Plácido Domingo – Monte
- Edward James Olmos – El Diablo
- Paul Rodriguez – Chico
- Cheech Marin – Manuel
- Loretta Devine – Delta
- Luis Guzmán – Chucho

## Wersja polska
Wersja polska: Sun Studio Polska

Reżyseria: Wojciech Paszkowski

Dialogi polskie: Tomasz Robaczewski

Nagranie dialogów: Adam Wardi

Montaż: Anna Żarnecka, Jarosław Wójcik

Kierownictwo produkcji: Beata Jankowska

Mixing Studio: Shepperton International

Opieka artystyczna: Aleksandra Sadowska

Produkcja polskiej wersji językowej: Disney Character Voices International, Inc.

W wersji polskiej udział wzięli:
- Anna Dereszowska – Rachel
- Bartosz Mazur – Sam
- Jacek Braciak – Papi
- Katarzyna Bujakiewicz – Chloe
- Olaf Lubaszenko – Delgado
- Janusz Wituch – Rafa
- Sławomir Pacek – Chucho
- Joanna Trzepiecińska – ciocia Wanda
- Joanna Pach – Angela
- Beata Łuczak – Blair
- Wojciech Paszkowski – Raferty
- Dariusz Odija – Vasque
- Mieczysław Morański – Manuel
- Michał Piela – Chico
- Barbara Zielińska – Delta
- Dominika Kluźniak – Bimini
- Jakub Szydłowski – Sebastian
- Krzysztof Zakrzewski – oficer Ramirez
- Artur Dziurman – El Diablo

oraz
- Agnieszka Judycka
- Agnieszka Paszkowska
- Jacek Król
- Jan Bzdawka
- Grzegorz Pierczyński
- Jarosław Domin
- Cezary Kwieciński
- Wojciech Socha
- Beniamin Lewandowski
- Andrzej Chudy
- Tomasz Kozłowicz
- Jarosław Witaszczyk

i inni